# Phyllanthus harrisii
Phyllanthus harrisii är en emblikaväxtart som beskrevs av Radcl.-sm.. Phyllanthus harrisii ingår i släktet Phyllanthus och familjen emblikaväxter. Inga underarter finns listade i Catalogue of Life.